# Грузька (притока Кавалєрки)
Грузька, балка Грузька — річка в Ростовській області і Краснодарському краї Росії, права і основна притока річки Кавалєрки (басейн Єї). Довжина 33 км. На річці споруджені ставки.

## Течія
Річка бере початок на заході Доно-Єгорлицької рівнини, на східній околиці хутора Тавричанка Єгорлицького району Ростовської області. Загальний напрямок течії — зі сходу на захід. Верхня течія в межах Ростовської області, нижня — в Краснодарському краї. Впадає в річку Кавалєрку з правого боку, на захід від станиці Новопашковської Криловського району Краснодарського краю.
Протікає територією Єгорлицького району Ростовської області і Криловського району Краснодарського краю.

## Населені пункти
- хутір Тавричанка
- х. Мирний
- х. Балко-Грузький
- х. Тверський
- село Грузьке
- Станиця Новопашковська